# Pensionärsjävlar
Pensionärsjävlar är ett svenskt komediprogram på Kanal 5 med bland andra Gunvor Pontén och Viktor Friberg i fronten. I programmet tar ett antal pensionärer plats framför dolda kameror för att bete sig som en betydligt yngre generation. Serien visades 2010 och 2011 och fick ett bra gensvar av TV-publiken. Inte minst unga tittare (10 - 17 år) tittade gärna på programmet.

## Medverkande
- Viktor Friberg
- Agneta Falk
- Anne Lindblom
- Patrik Edgren
- Britt-Marie Sörwing
- Janne Karlsson
- Ingrid Kollbrink
- George Neaime
- Jan Ottosson
- Jakob Goldberg
- Gunvor Pontén